# Paul Dano
Pour les articles homonymes, voir Dano.
Paul Dano est un acteur et réalisateur américain, né le 19 juin 1984 à New York.
Révélé par L.I.E. Long Island Expressway en 2001, il est connu pour ses rôles allant du spectre comique au plus dramatique dans Little Miss Sunshine (2006), There Will Be Blood (2007), Prisoners (2013), Twelve Years a Slave (2013), Okja (2017) ou The Fabelmans (2022).

## Biographie

### Jeunesse
Paul Dano naît et grandit à New York avec ses parents Gladys et Paul A. et sa petite sœur Sarah. Il a des origines slovaques par son père et autrichiennes, suédoises et tchèques par sa mère[réf. nécessaire].
Passionné de théâtre et de comédie, après qu'il obtient son diplôme de fin d'études secondaires, ses parents l'encouragent à entreprendre le métier d'acteur.

### Vie privée
Depuis 2007, il est en couple avec l'actrice, productrice, scénariste et dramaturge américaine Zoe Kazan,. Elle donne naissance à leur premier enfant, une petite fille prénommée Alma Bay, en août 2018, et un second enfant, un petit garçon en octobre 2022.
Dano est le chanteur et guitariste soliste du groupe Mook.

### Débuts et révélation critique (2000-2008)
En 2000, il décroche son premier rôle dans The Newcomers. Il fait plusieurs apparitions dans des films aux côtés de grandes vedettes telles que Kevin Kline, Ethan Hawke, Angelina Jolie, Gael Garcia Bernal ou encore Daniel Day-Lewis. Son premier rôle marquant est celui de Howie Blitzer, adolescent fragilisé dans L.I.E. Long Island Expressway.
En 2002, il joue l'un des étudiants du professeur incarné par Kevin Kline dans le drame Le Club des empereurs, mais tient aussi le premier rôle du téléfilm Trop jeune pour être père, celui d'un adolescent de 15 ans devenant père.
L'année 2004 lui permet de passer à des projets plus exposés : il apparaît dans un second épisode de la série culte Les Soprano (après une première apparition en 2002), tient des seconds rôles dans le thriller Taking Lives - Destins violés, porté par Angelina Jolie, et la comédie The Girl Next Door, avec Elisha Cuthbert dans le rôle-titre.
L'année suivante, il apparait dans le drame indépendant The King, mené par Gael García Bernal, et donne la réplique à Daniel Day-Lewis pour le drame The Ballad of Jack and Rose, écrit et réalisé par Rebecca Miller.

C'est entre 2006 et 2007 qu'il parvient à s'imposer comme un acteur confirmé : tout d'abord, il joue le rôle de Brian dans la comédie chorale Fast Food Nation, de Richard Linklater. Puis il impressionne en adolescent mutique et introverti — et qui s'avère être daltonien — dans la comédie dramatique Little Miss Sunshine, plébiscitée par la critique internationale. 

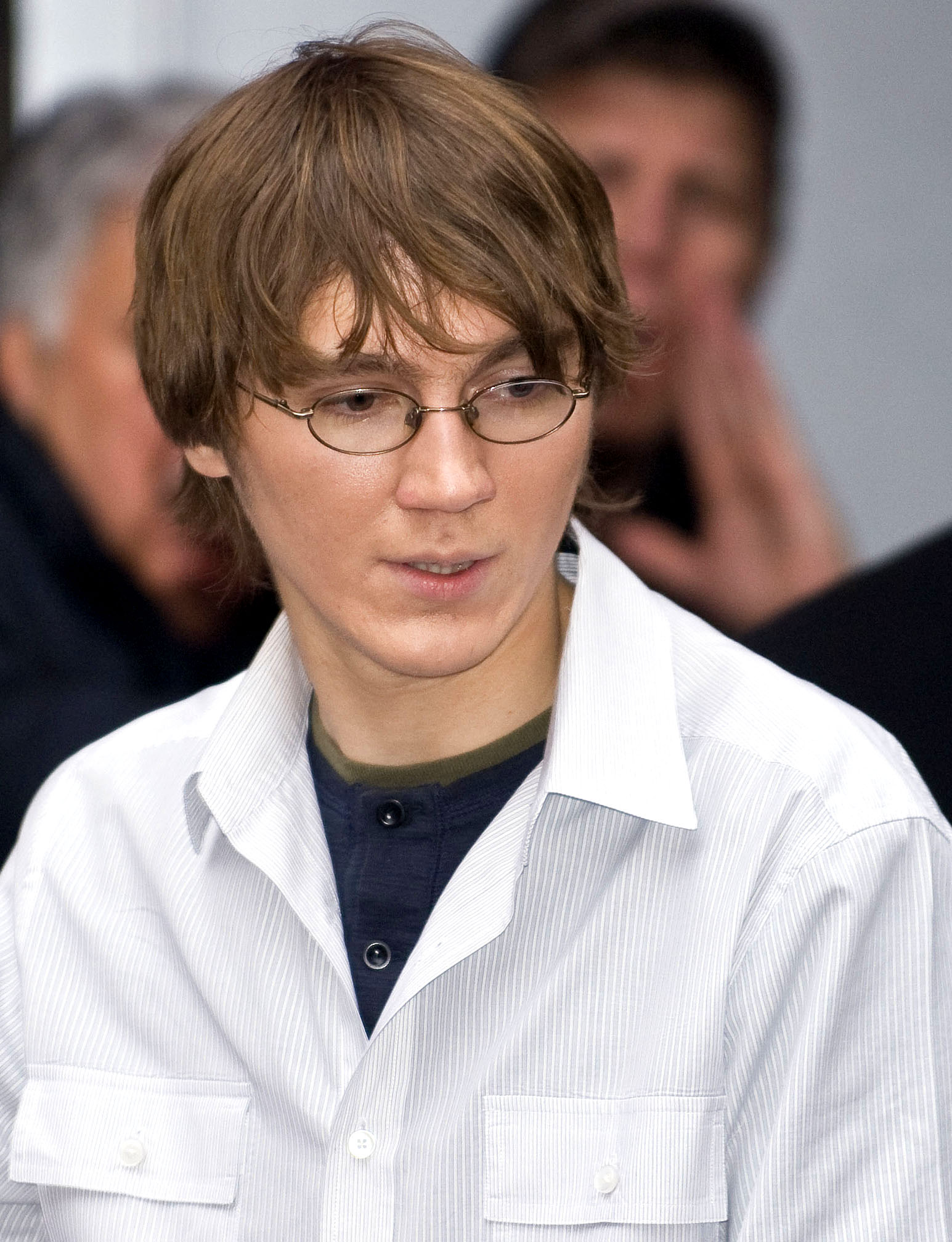
L'acteur à la Berlinale 2008, pour une présentation de There Will Be Blood.

Le cinéaste Paul Thomas Anderson le remarque et décide de lui confier le double rôle de Paul et Eli Sunday, dans la fresque There Will Be Blood, où il retrouvera Daniel Day-Lewis. Acclamé à sa sortie en 2007, le film est qualifié à l'époque par beaucoup de professionnels comme « le meilleur film de l'année » et selon certains[Qui ?] « le meilleur film de la décennie ». Le film remporte une pluie de récompenses partout où il passe et gagne le Golden Globe du meilleur film dramatique en 2008. Dano lui, est nommé au BAFTA du meilleur acteur dans un second rôle. Le film d'action Weapons, sorti la même année, où il tient aussi un rôle important, passe inaperçu.

### Tête d'affiche et diversification (2008-2011)
Il confirme en tête d'affiche dès l'année 2008 : tout d'abord, il tient le premier rôle de la comédie dramatique indépendante Explicit Ills, puis il donne la réplique à Zooey Deschanel pour la romance Gigantic. La même année, il évolue également dans deux pièces de théâtre : A Thousand Clowns et Things We Want mise en scène par Ethan Hawke, toutes les deux à Broadway.
En 2009, il tient le premier rôle de la comédie dramatique islandaise The Good Heart, mais accepte aussi le petit rôle d'un hippie dans Hôtel Woodstock, réalisé par Ang Lee. Enfin, il prête sa voix au personnage d'Alexander dans l'ambitieux film d'animation Max et les maximonstres.
En 2010, il retrouve Kevin Kline, tête d'affiche de la comédie The Extra Man, et seconde Michelle Williams pour le western La Dernière Piste. Enfin, il tient un second rôle dans le blockbuster d'action Night and Day, porté par Tom Cruise et Cameron Diaz.

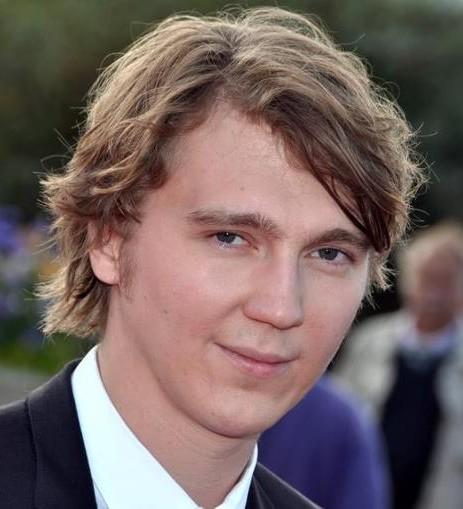
L'acteur au Festival du cinéma américain de Deauville en 2012.

En 2011, il tient un autre second rôle dans le blockbuster Cowboys et Envahisseurs et porte le drame indépendant For Ellen, écrit et réalisé par So Yong Kim.

### Confirmation (depuis 2012)

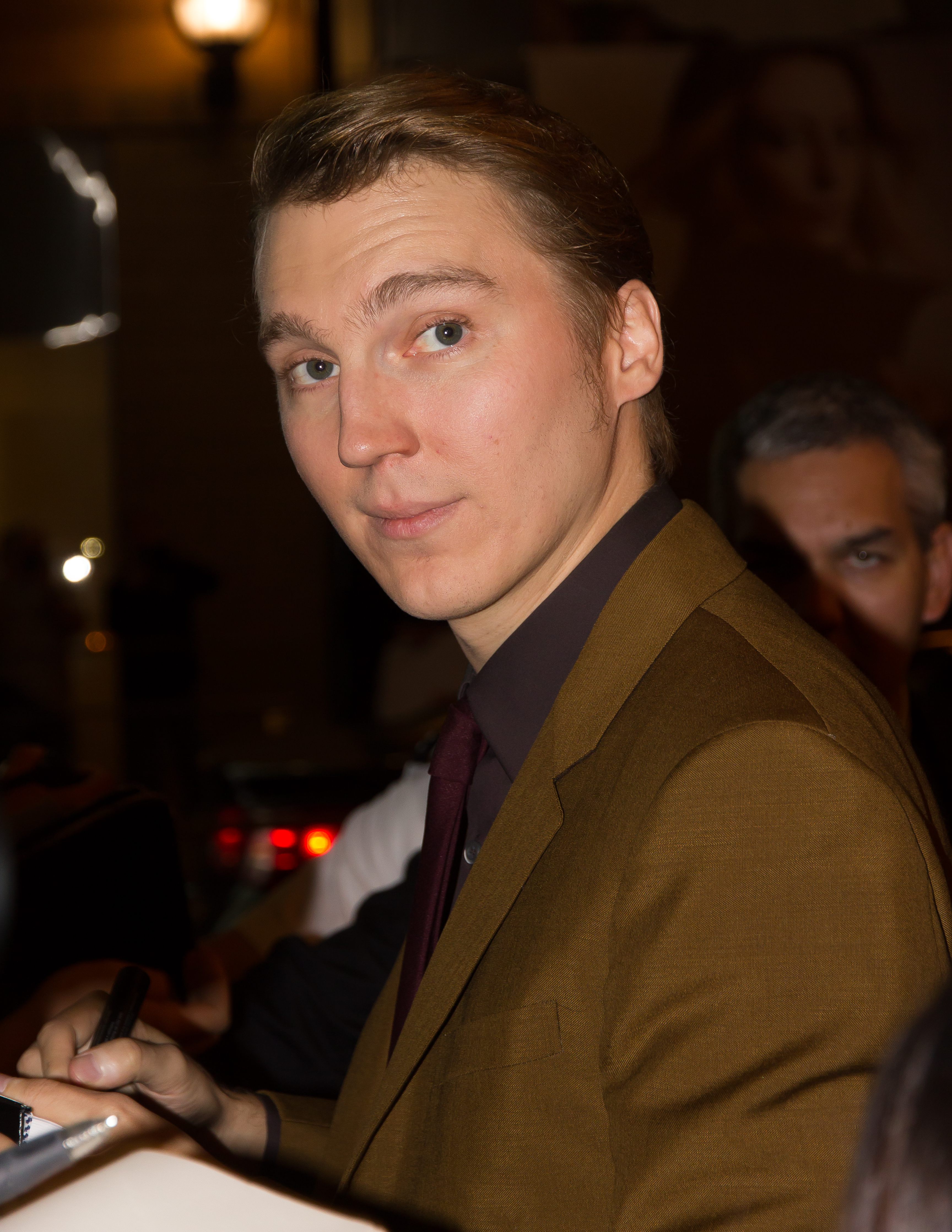
L'acteur à la première de Love and Mercy, au TIFF 2014.

Il confirme en 2012 avec deux films indépendants : Monsieur Flynn où il joue Nick qui, bénévole dans une association pour SDF, tombe sur son père Flynn (interprété par Robert De Niro) qui l'a abandonné plusieurs années auparavant et avec qui il tente alors de renouer une relation. Il surprend aussi dans un registre comique avec l'acclamé Elle s'appelle Ruby, pour lequel il retrouve Jonathan Dayton et Valerie Faris, les réalisateurs de Little Miss Sunshine. Enfin, il est au casting du thriller de science-fiction Looper, un autre succès critique et commercial.
En 2013, il joue le rôle de l’étrange Alex Jones dans le thriller Prisoners de Denis Villeneuve. Le film est acclamé par la critique et le public, et la prestation de Dano est particulièrement plébiscitée. Puis il interprète un tortionnaire et esclavagiste dans le drame historique Twelve Years a Slave, film qui fait également grand bruit et qui remporte une pluie de trophées dont l'Oscar du meilleur film. Dano lui même voit sa performance saluée lors de plusieurs cérémonies de récompenses.
En 2015, il revient dans le biopic Love and Mercy où il tient le rôle principal de Brian Wilson jeune, leader des Beach Boys. Puis il fait partie du casting du drame Youth (La giovinezza), écrit et réalisé par Paolo Sorrentino, et présenté en compétition officielle au Festival de Cannes 2017.
En 2016, il partage l'affiche de la comédie d'aventures décalée Swiss Army Man avec Daniel Radcliffe, mais tient surtout l'un des rôles principaux de la mini-série historique Guerre et Paix, aux côtés de la jeune Lily James.
En 2017, il fait partie de la distribution du thriller de science-fiction Okja, de Bong Joon-ho et tourne une mini-série pour la chaîne Showtime, Escape at Dannemora. Il y évolue aux côtés de Benicio del Toro et Patricia Arquette.
En 2018, il fait son premier long-métrage en tant que réalisateur, un drame intitulé Wildlife : Une saison ardente avec Carey Mulligan et Jake Gyllenhaal au casting.
Le 17 octobre 2019, l'acteur a été annoncé pour incarner le Sphinx dans le film The Batman réalisé par Matt Reeves dans lequel il partage l'écran avec Robert Pattinson dans le rôle de Batman et Zoe Kravitz dans le rôle de Catwoman en 2022.
En 2023, il est de retour au Festival de Cannes en tant que membre du jury de la compétition officielle sous la présidence de Ruben Östlund.

## Filmographie

### Acteur

#### Cinéma
- 2000 : The Newcomers de James Allen Bradley : Joel
- 2001 : L.I.E. Long Island Expressway de Michael Cuesta : Howie Blitzer
- 2002 : Le Club des empereurs (The Emperor's Club) de Michael Hoffman : Martin Blythe
- 2004 : Light and the Sufferer : Don (alias : Light)
- 2004 : The Girl Next Door de Luke Greenfield : Klitz
- 2004 : Taking Lives : Destins violés (Taking Lives) de D. J. Caruso : Young Asher
- 2005 : The Ballad of Jack and Rose de Rebecca Miller : Thaddius
- 2005 : The King de James Marsh : Paul
- 2006 : Fast Food Nation de Richard Linklater : Brian
- 2006 : Little Miss Sunshine de Jonathan Dayton et Valerie Faris : Dwayne
- 2007 : Weapons de Adam Bhala Lough : Chris
- 2007 : There Will Be Blood de Paul Thomas Anderson : Paul Sunday/Eli Sunday
- 2008 : Explicit Ills de Mark Webber : Rocco
- 2008 : Gigantic de Matt Aselton : Brian Weathersby
- 2009 : Hôtel Woodstock de Ang Lee : un hippie
- 2009 : Max et les maximonstres (Where the Wild Things Are) de Spike Jonze : Alexander (voix)
- 2010 : The Extra Man : Louis Ives
- 2010 : The Good Heart de Dagur Kári : Lucas
- 2010 : Night and Day de James Mangold : Simon Feck
- 2010 : Cowboys et Envahisseurs de Jon Favreau : Percy
- 2011 : La Dernière Piste (Meek's Cutoff) de Kelly Reichardt : Thomas Gately
- 2012 : Elle s'appelle Ruby (Ruby Sparks) de Jonathan Dayton et Valerie Faris : Calvin Weir-Fields
- 2012 : Looper de Rian Johnson : Seth
- 2012 : For Ellen de So Yong Kim : Joby
- 2012 : Monsieur Flynn (Being Flynn) de Paul Weitz : Nick
- 2013 : Prisoners de Denis Villeneuve : Alex Jones
- 2013 : Twelve Years a Slave (Esclave pendant douze ans) de Steve McQueen : John Tibeats
- 2014 : Love and Mercy de Bill Pohlad : Brian Wilson jeune
- 2015 : Youth de Paolo Sorrentino : Jimmy Tree
- 2016 : Swiss Army Man de Dan Kwan et Daniel Scheinert : Hank
- 2017 : Okja (옥자) de Bong Joon-ho : Jay
- 2021 : The Guilty d'Antoine Fuqua : Matthew Fontenot (voix)
- 2022 : The Batman de Matt Reeves : Edward Nashton / Sphinx (Le Riddler)
- 2022 : The Fabelmans de Steven Spielberg : Burt Fabelman
- 2023 : Spaceman de Johan Renck
- 2023 : Dumb Money de Craig Gillespie : Roaring Kitty
- 2025 : Le Mage du Kremlin (The Wizard of the Kremlin) d'Olivier Assayas : Vadim Baranov

#### Télévision
- 2002 : Trop jeune pour être père (Too Young to Be a Dad) (téléfilm) : Matt Freeman
- 2004 : Les Soprano (The Sopranos) (série télévisée) : Patrick Whalen
- 2016 : Guerre et Paix (série télévisée) : Pierre Bézoukhov
- 2018 : Escape at Dannemora de Ben Stiller : David Sweat
- 2022 : Pantheon : Caspian (8 épisodes)
- 2024 : Mr. et Mrs. Smith (Mr. & Mrs. Smith) : Harris Materbach
- 2025 : The Studio : lui-même

### Réalisateur
- 2018 : Wildlife : Une saison ardente (Wildlife)

## Discographie
Avec Mook
- The Eggs EP (2007)
- Mook (2011)

## Distinctions

### Récompenses
- Festival International du Film de Stockholm 2001 : meilleur acteur pour L.I.E. Long Island Expressway
- Outfest 2001 : meilleur acteur pour L.I.E. Long Island Expressway
- Fantasporto 2001 : meilleur acteur pour L.I.E. Long Island Expressway
- Film Independent's Spirit Awards 2001 : meilleur espoir masculin pour L.I.E. Long Island Expressway

- Phoenix Film Critics Society 2006 : meilleure distribution pour Little Miss Sunshine
- Critics' Choice Movie Awards 2007 : meilleur jeune acteur pour Little Miss Sunshine
- Screen Actors Guild Awards 2007 : meilleure distribution pour Little Miss Sunshine
- Phoenix Film Critics Society Awards 2006 : meilleure distribution pour Little Miss Sunshine

- Chlotrudis Awards 2008 : meilleur acteur dans un second rôle pour There Will Be Blood

- National Board of Review Awards 2013 : meilleure distribution pour Prisoners

- Black Reel Awards 2014 : meilleure distribution pour Twelve Years a Slave
- Boston Online Film Critics Association Awards 2014 : meilleure distribution pour Twelve Years a Slave
- Southeastern Film Critics Association Awards 2014 : meilleure distribution pour Twelve Years a Slave
- Washington D.C. Area Film Critics Association Awards 2014 : meilleure distribution pour Twelve Years a Slave

- Gotham Independent Film Awards 2015 : meilleur acteur pour Love and Mercy

### Nominations
- Film Independent's Spirit Awards 2006 : meilleur acteur dans un second rôle pour Little Miss Sunshine
- Gotham Awards 2006 : meilleur acteur dans un second rôle pour Little Miss Sunshine
- Empire Awards 2007 : meilleur espoir masculin pour Little Miss Sunshine

- BAFTA Awards 2008 : meilleur acteur dans un second rôle pour There Will Be Blood
- Detroit Film Critics Society Awards 2008 : meilleur acteur dans un second rôle pour There Will Be Blood

- San Diego Film Critics Society Awards 2013 : meilleure distribution pour Prisoners
- Washington D.C. Area Film Critics Association Awards 2013 : meilleure distribution pour Prisoners

- Alliance of Women Film Journalists Awards 2014 : meilleure distribution pour Twelve Years a Slave
- Broadcast Film Critics Association Awards 2014 : meilleure distribution pour Twelve Years a Slave
- Detroit Film Critics Society Awards 2014 : meilleure distribution pour Twelve Years a Slave
- Georgia Film Critics Association Awards 2014 : meilleure distribution pour Twelve Years a Slave
- Phoenix Film Critics Society Awards 2014 : meilleure distribution pour Twelve Years a Slave
- San Diego Film Critics Society Awards 2014 : meilleure distribution pour Twelve Years a Slave
- Screen Actors Guild Awards 2014 : meilleure distribution pour Twelve Years a Slave

- Golden Globes 2015 : meilleur acteur dans un second rôle pour Love and Mercy

## Voix francophones
En France, Donald Reignoux est la voix régulière de Paul Dano.
Au Québec, Sébastien Reding est la voix régulière de l'acteur.
En France
| - Donald Reignoux dans : - Taking Lives : Destins violés - There Will Be Blood - The Good Heart - Max et les Maximonstres - Cowboys et Envahisseurs - Monsieur Flynn - Looper - Prisoners - Twelve Years a Slave - Love and Mercy - Okja - Escape at Dannemora (série télévisée) - The Guilty (voix) - The Batman - The Fabelmans - Dumb Money - Mr. et Mrs. Smith (série télévisée) - Spaceman (voix) - The Studio (série télévisée) | - Stanislas Forlani dans : - The Girl Next Door - Little Miss Sunshine (version cinéma et DVD) - Julien Bouanich dans : - Night and Day - Guerre et Paix (mini-série) Et aussi - Jim Redler dans Trop jeune pour être père (es) (téléfilm) - Dimitri Rougeul dans The King - Jérémy Prévost dans Fast Food Nation - Philippe Allard dans La Dernière Piste - Adrien Larmande dans Elle s'appelle Ruby - Florent Dorin dans Youth |

Au Québec
| - Sébastien Reding dans : - Le Club des empereurs - La ballade de Jack et Rose - Nuit et Jour - Cowboys et Aliens - Looper : Les Tueurs du temps - Prisonniers - Esclave pendant douze ans Et aussi - Christian Perrault dans Le Batman |